# قصعين خراساني
قصعين خراساني (الاسم العلمي:Salvia chorassanica) هو نوع من النباتات يتبع جنس القصعين من الفصيلة الشفوية. سمي هذا النوع نسبةً إلى منطقة خراسان.